# Cynthia Hotton

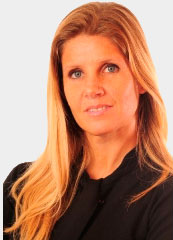
Cynthia Liliana Hotton (2011)

Cynthia Liliana Hotton (* 17. Januar 1969 in Buenos Aires) ist eine argentinische Diplomatin und Politikerin. Bei den Präsidentschafts- und Parlamentswahlen in Argentinien 2019 kandidierte die sich zum Evangelikalismus bekennende Ökonomin für das Vizepräsidentenamt.

## Werdegang
Hotton studierte Wirtschaftswissenschaft an der Universidad de Buenos Aires. Nach Abschluss des Studiums arbeitete sie zunächst im argentinischen Wirtschaftsministerium, ehe sie als Spezialistin für Außenhandel ins argentinische Außenministerium wechselte. Zeitweise war sie als Konsulin im uruguayischen Salto und im chilenischen Puerto Montt tätig und gehörte auch teilweise zur Wirtschaftsdelegation bei Auslandsreisen.
Hotton begann ihre politische Karriere in der 2002 gegründeten Partei Recrear para el Crecimiento, für die sie erfolglos in Buenos Aires bei den Stadtratswahlen 2003 und 2005 kandidierte. Später ging die Partei in der Propuesta Republicana auf, die mit anderen Parteien als Wahlbündnis Unión PRO bei den Präsidentschafts- und Parlamentswahlen in Argentinien 2007 antrat. Während Hotton dabei ein Abgeordnetenmandat gewann, musste Parteigründer Ricardo López Murphy als Präsidentschaftskandidat massive Verluste gegenüber der vorhergehenden Wahl erleiden.
Im Frühjahr 2009 gründete Hotton die Partei Valores para mi País, bei deren Gründung unter anderem Gabriela Michetti, Federico Pinedo und Paula Bertol involviert waren. Bei den Präsidentschafts- und Parlamentswahlen in Argentinien 2011 verpasste sie jedoch den Wiedereinzug ins Parlament.
Im Frühjahr 2019 schloss sich Hotton mit Juan José Gómez Centurión, der nach einem Richtungsstreit mit Mauricio Macri aus der Propuesta Republican ausgetreten war, zum Wahlbündnis Frente NOS zusammen. Mit einem Ergebnis von 2,63 % der Wählerstimmen bei den Vorwahlen im August des Jahres erreichte das Bündnis die Zulassung zu den Präsidentschaftswahlen am 28. Oktober 2019. Dort erhielt das Duo 1,71 % der Wählerstimmen.